# Etherát fluoridu boritého
Etherát fluoridu boritého, přesněji diethyletherát fluoridu boritého, je solvát fluoridu boritého se vzorcem BF3O(C2H5)2, zkracovaným na BF3OEt2. V čisté podobě jde o bezbarvou kapalinu, starší vzorky bývají nahnědlé. Používá se jako zdroj fluoridu boritého v reakcích vyžadujících přítomnost Lewisovy kyseliny.
Molekula obsahuje tetraedrický atom boru navázaný na diethyletherový ligand.
Popsána je i řada obdobných sloučenin, například odpovídající komplex methanolu.

## Reakce
Etherát fluoridu boritého uvolňuje fluorid boritý:
BF3OEt2 {\displaystyle \rightleftharpoons } BF3 + OEt2
BF3 reaguje i se slabými Lewisovými zásadami a nukleofily.